# All-Ireland Senior Hurling Championship 1942
L'All-Ireland Senior Football Championship 1942 fu l'edizione numero 56 del principale torneo di hurling irlandese. Cork batté in finale Dublino, ottenendo il tredicesimo titolo della sua storia.

## Torneo
Leinster Senior Hurling Championship
| Tullamore 3 maggio Quarto di finale | Offaly | 6-5 – 4-3 | Westmeath | O'Connor Park |

| Portlaoise 3 maggio Quarto di finale | Laois | 5-3 – 6-2 | Wexford | O'Moore Park |

| New Ross 31 maggio Semifinale | Wexford | 4-4 – 5-5 | Kilkenny | Kennedy Park |

| Birr 31 maggio Semifinale | Offaly | 1-4 – 4-7 | Dublin | St. Brendan's Park |

| Kilkenny 28 giugno Finale | Kilkenny | 1-4 – 4-8 | Dublin | Nowlan Park |

Munster Senior Hurling Championship
| Quarto di finale | Waterford | 2-5 – 4-4 | Limerick |  |

| Limerick 17 maggio Semifinale | Tipperary | 5-13 – 1-3 | Clare | Gaelic Grounds |

| Limerick 21 giugno Semifinale | Limerick | 5-3 – 4-8 | Cork | Gaelic Grounds |

| Cork 12 luglio Finale | Cork | 4-15 – 4-1 | Tipperary | Cork Athletic Grounds |

All-Ireland Senior Hurling Championship
| Limerick 26 luglio Semifinale | Cork | 6-8 – 2-4 | Galway | Gaelic Grounds |

| Dublino 6 settembre Finale | Cork                | 2-14 – 3-4 | Dublin | Croke Park (27 313 spett.)\| Arbitro: \| M. Hennessy (Clare) \| |
| Arbitro:                   | M. Hennessy (Clare) |            |        |                                                                 |